# 四月二十五日广场 (米兰)
45°28′49.71″N 9°11′13.07″E / 45.4804750°N 9.1869639°E

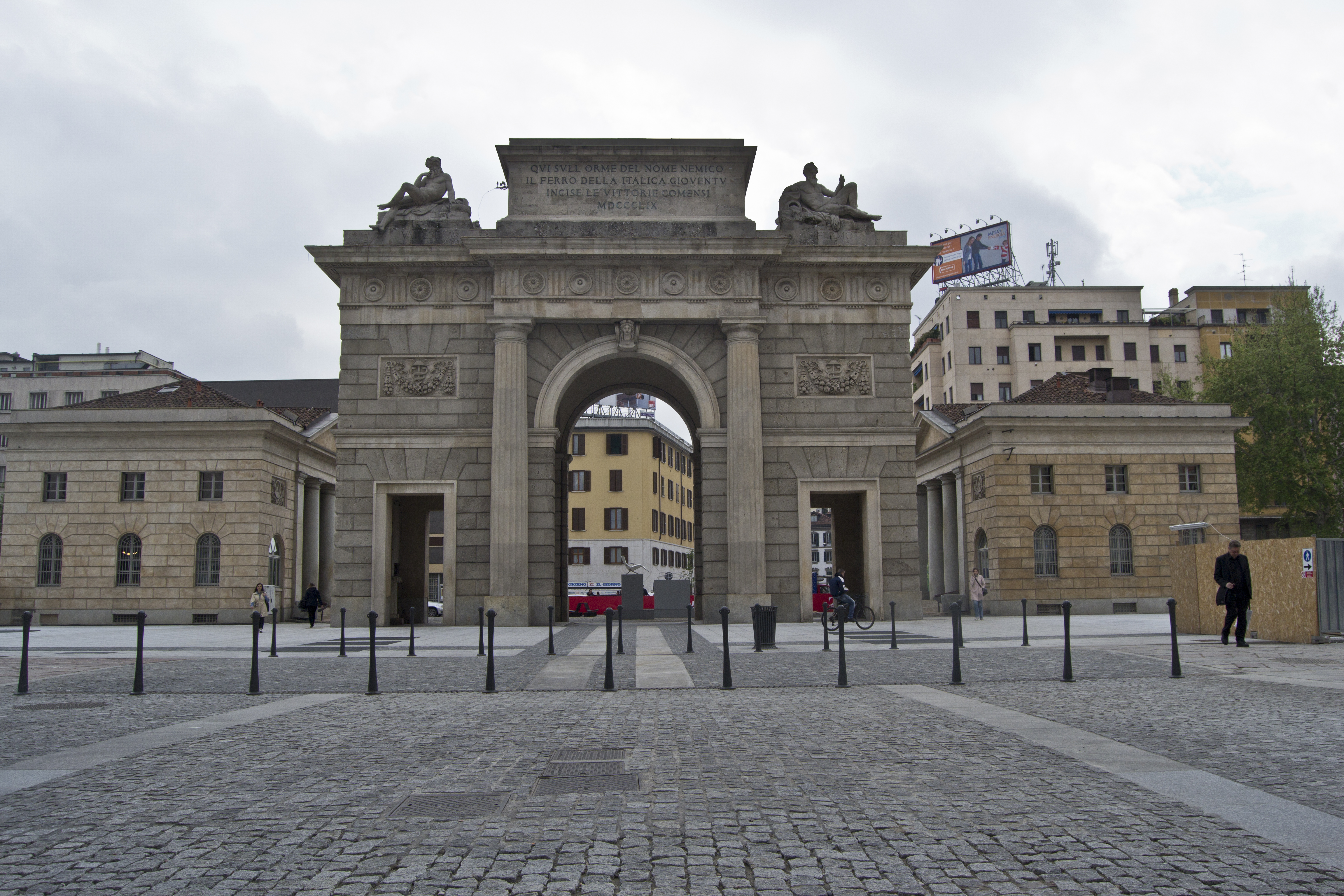
广场与加里波第门

四月二十五日广场（Piazza XXV Aprile）是米兰的一个广场，连接科莫大街（corso Como）、加里波第大街（Corso Garibaldi）、viale Pasubio和viale Monte Grappa。
位于广场中心的加里波第门，建于1826年,1860年改为今名。广场上的Teatro Smeraldo是米兰的一个重要剧院。